# OpenStreetMap

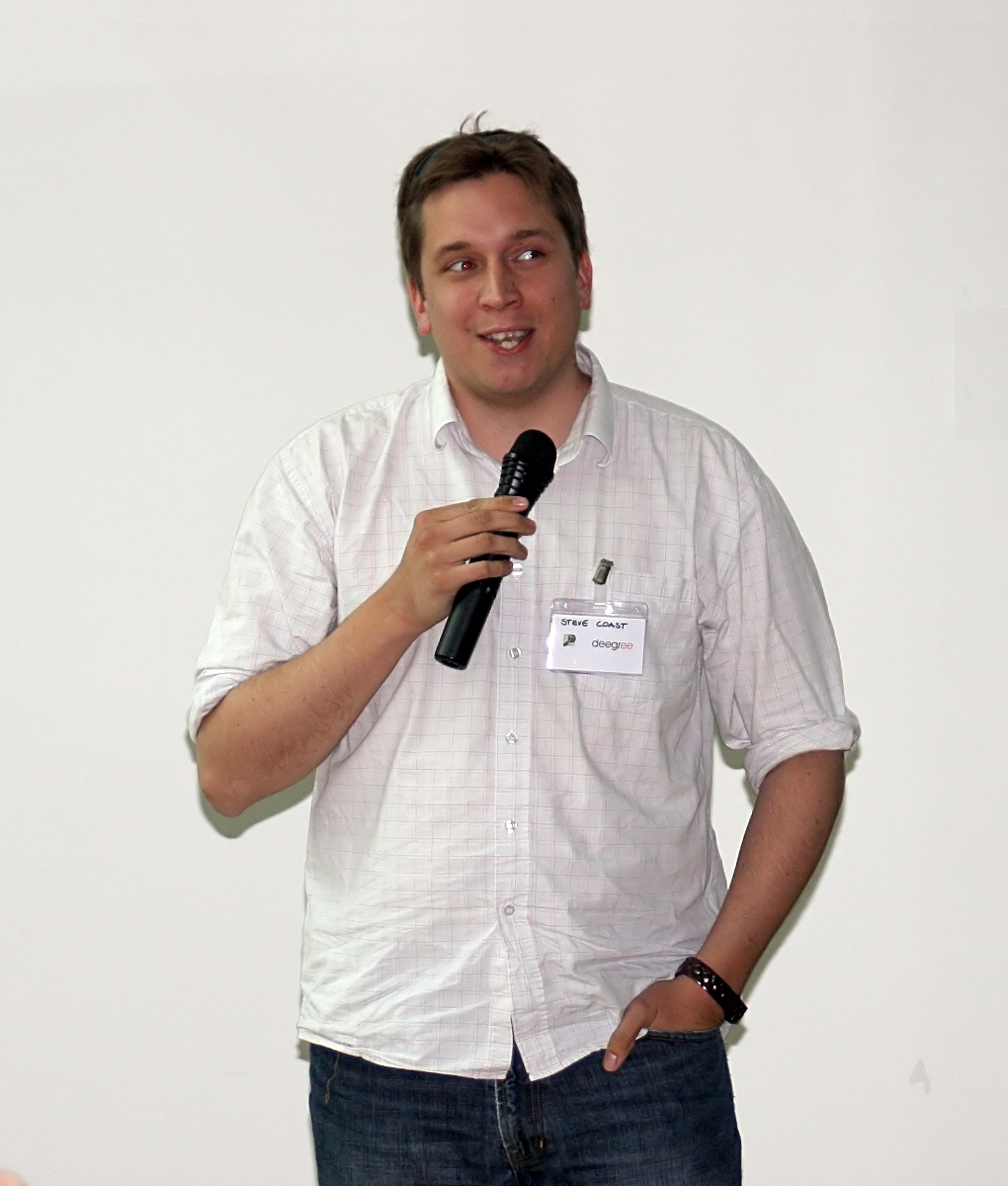
Стів Кост, 2009

OpenStreetMap (OSM; з англ. дослівно «відкрита вулична мапа») — це відкритий проєкт, спрямований на збір, збереження та розповсюдження загальнодоступних геопросторових даних, створення інструментів для роботи з ними силами спільноти волонтерів.

## Історія
Проєкт заснований у Великій Британії в липні 2004 року Стівом Костом. У квітні 2006-го зареєстровано Фонд OpenStreetMap. «Фонд OpenStreetMap — міжнародна некомерційна організація, створена для підтримки розвитку та розповсюдження геопросторових даних, а також надання можливості використання геопросторових даних будь-ким»/

## Ліцензування
Геопросторові дані проєкта OpenStreetMap ліцензуються на умовах Open Database License, яка дозволяє їх використання з будь-якою, у тому числі комерційною метою, за умови зазначення походження даних.
Документація, згенеровані тайли (зображення, які візуалізують геопросторові дані на головному сайті проєкта OpenStreetMap [Архівовано 1 червня 2021 у Wayback Machine.]) поширюються на умовах ліцензії Creative Commons Attribution-ShareAlike 2.0 (CC-BY-SA).
На противагу власницьким комерційним наборам даних, таким як Google Maps, Bing Maps та Here, ліцензія OpenStreetMap [Архівовано 25 серпня 2013 у Wayback Machine.] гарантує вільний доступ до усіх наявних даних.

## Особливості

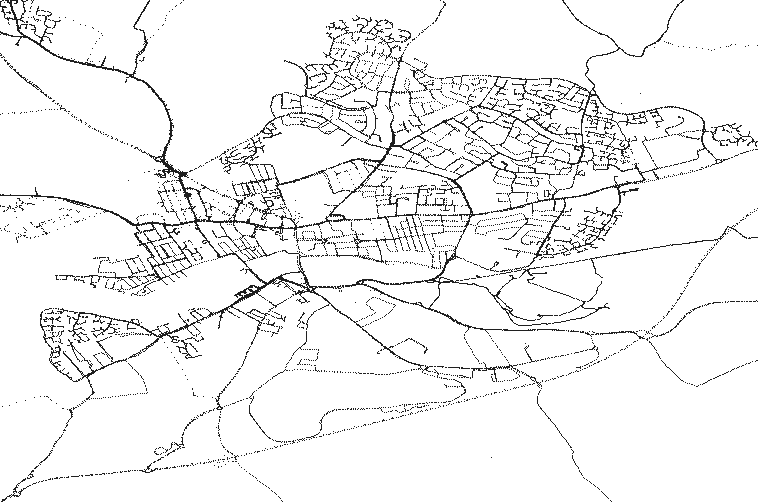
Необроблені дані, отримані з приймачів GPS. Бедфорд, Англія

- Проєкт охоплює всю поверхню Землі.
- OpenStreetMap, по суті, не є мапою у звичному розумінні, це база геопросторових даних. Вона містить географічні координати окремих точок та інформацію про об'єкти вищого порядку — лінії, що з'єднують точки, зв'язки, які можуть включати точки й лінії, а також атрибути всіх зазначених об'єктів. Тому на основі одних і тих самих даних OSM можуть бути побудовані різноманітні сервіси, що відрізняються як способом відображення, так і функціональністю[5]. Мапу, пошук об'єктів та сервіс прокладання маршрутів на головній сторінці OpenStreetMap [Архівовано 23 лютого 2011 у Wayback Machine.] слід розглядати лише як один із прикладів використання даних бази OSM.
- Мапи двовимірні, без зазначення висот над рівнем моря, ізоліній. Хоча також набуває поширення позначення висотних характеристик окремих об'єктів та розвиваються проєкти з їх рендерингу[6].
- Дані мап, як всієї Землі, так і окремих її ділянок, можуть бути як завантажені у форматі OSM, так і перетворені в інші формати для роботи з ними в гео-інформаційних системах, для створення друкованих мап або перетворення в формати для GPS-навігаторів.
- Дані OpenStreetMap можуть бути стилізовані у потрібний користувачу спосіб[7]. На головному вебсайті OpenStreetMap присутні чотири різні стилі (шари) мап, для показу яких використовується вільна JavaScript-бібліотека leaflet.js [Архівовано 7 лютого 2021 у Wayback Machine.]. Але ви можете не обмежуватись однією бібліотекою та обрати інші, як вільні[8][9] так і патентовані аналоги[10].

## Крим в OpenStreetMap
Через правило «map what's on the ground» (додавайте на мапу те, що є насправді) Кримський півострів, окупований Росією, але є територією України. Робоча група по роботі з даними (Data Working Group) Фундації OpenStreetMap прийняла відповідне рішення з цього приводу влітку 2014 року. В листопаді 2018 року робоча група (DWG) вирішила переглянути власне рішення і виключила Крим зі складу території України. Українська спільнота учасників OpenStreetMap звернулася зі скаргою на дії Data Working Group до Ради Фундації OpenStreetMap  після чого спірне рішення DWG було скасоване.

## Джерела наповнення

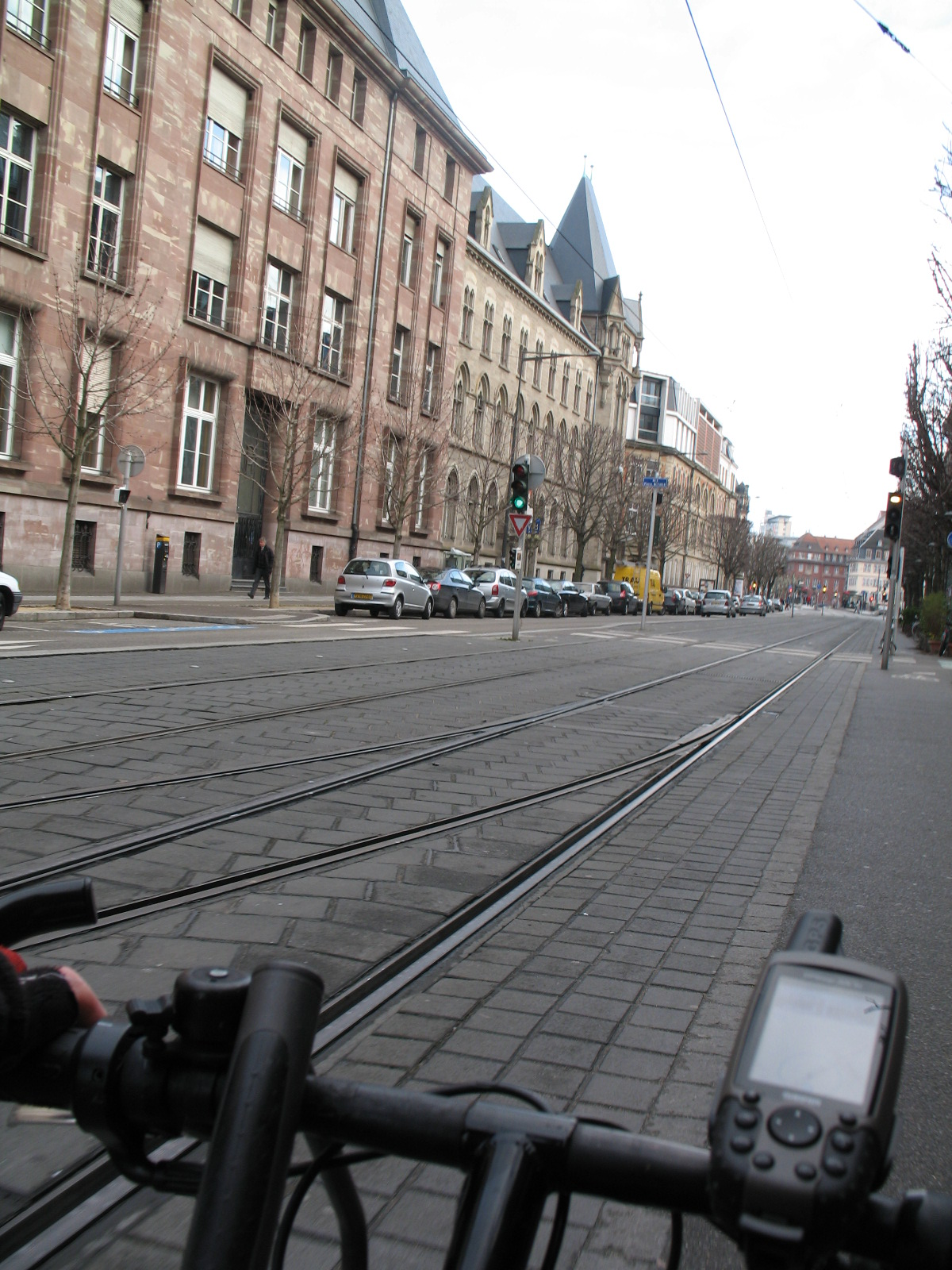
Запис «треку» GPS (Страсбург).

## Зв'язок із Вікіпедією

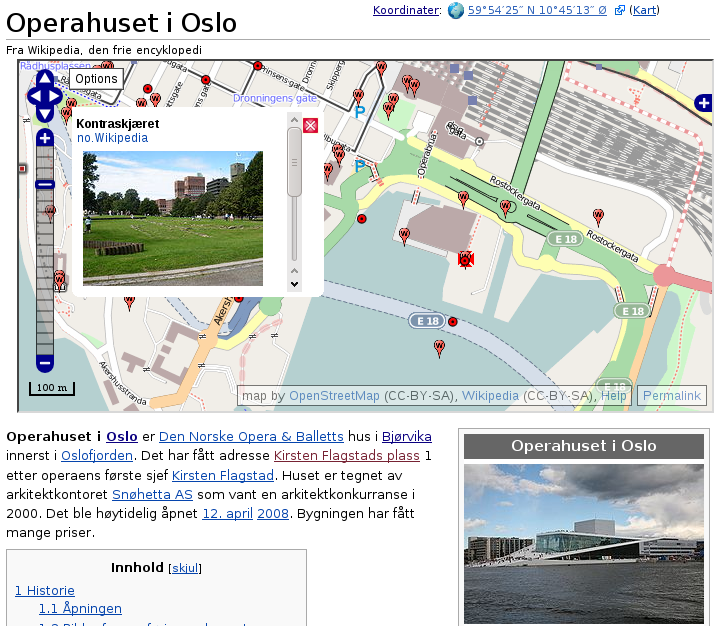
Скріншот сторінки Operahuset i Oslo з прикладом відображення динамічної мапи на основі OpenStreetMap

## Галерея

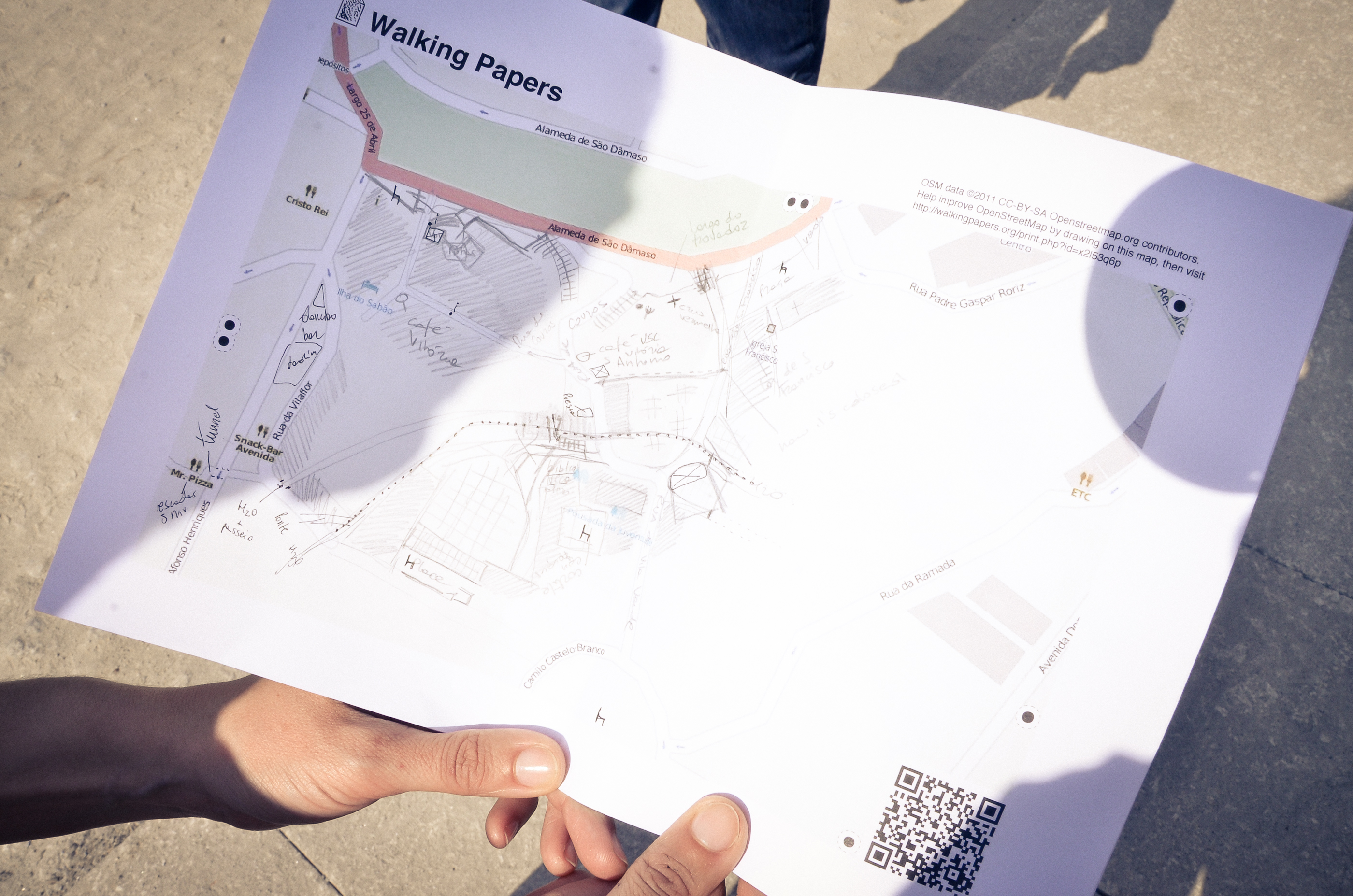
Walking Papers (обхідні листи) — один з сервісів, що дозволяє зробити внесок в OSM без пристроїв навігації
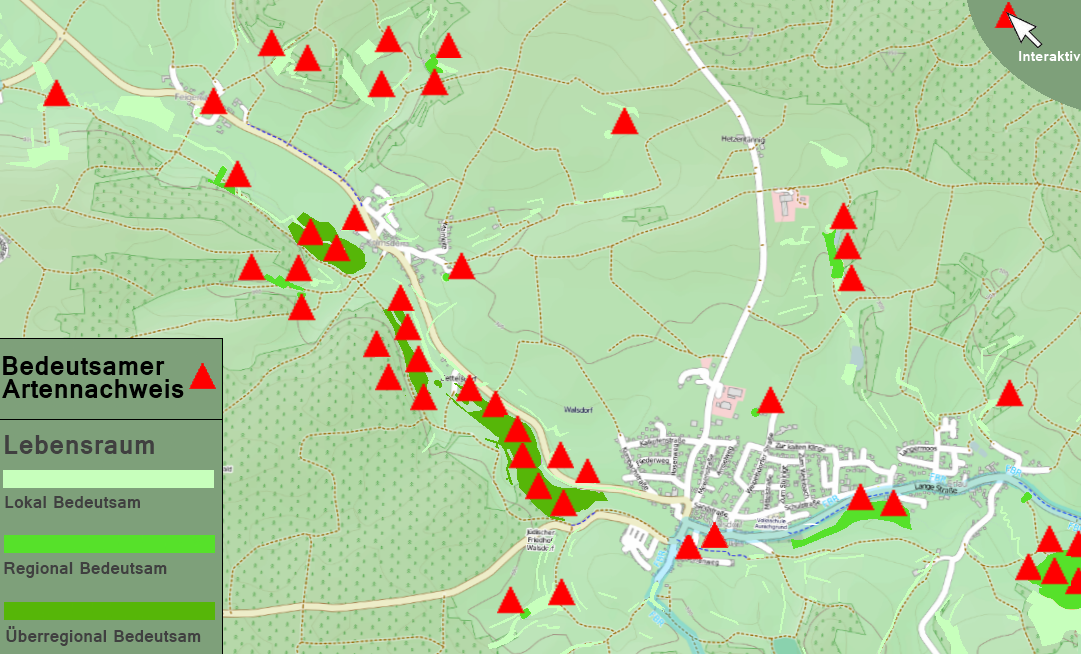
OpenCycleMap — для велосипедистів
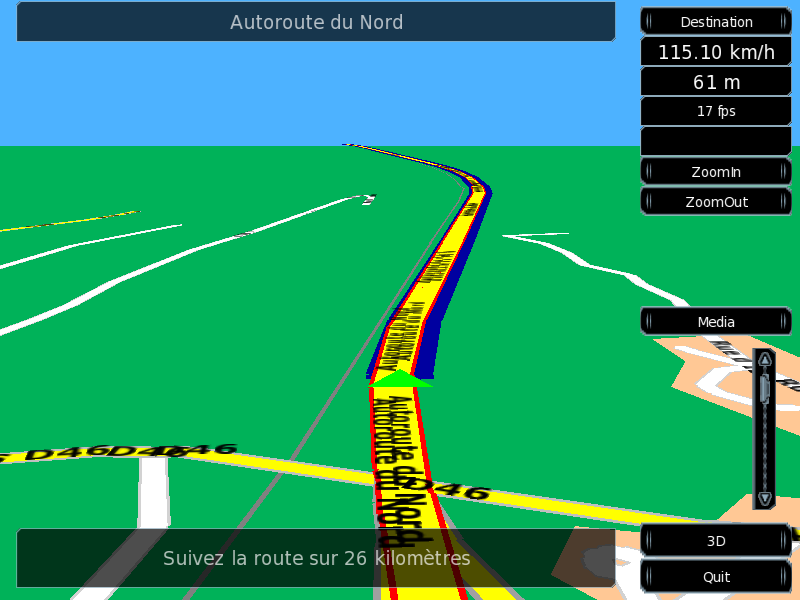
OpenStreetMap в автомобільному навігаторі
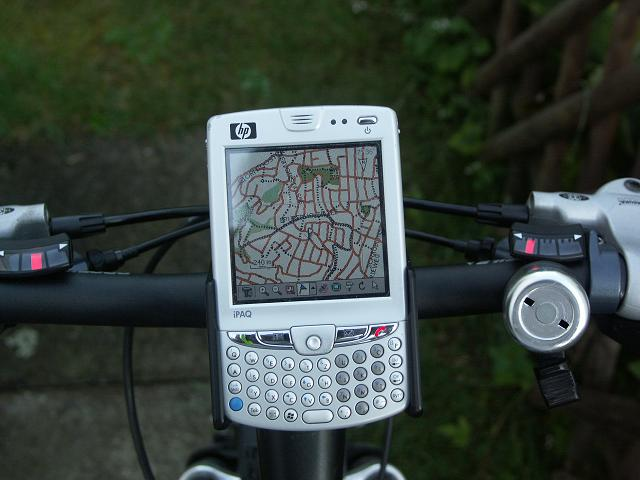
Дані OSM, конвертовані у формат Garmin
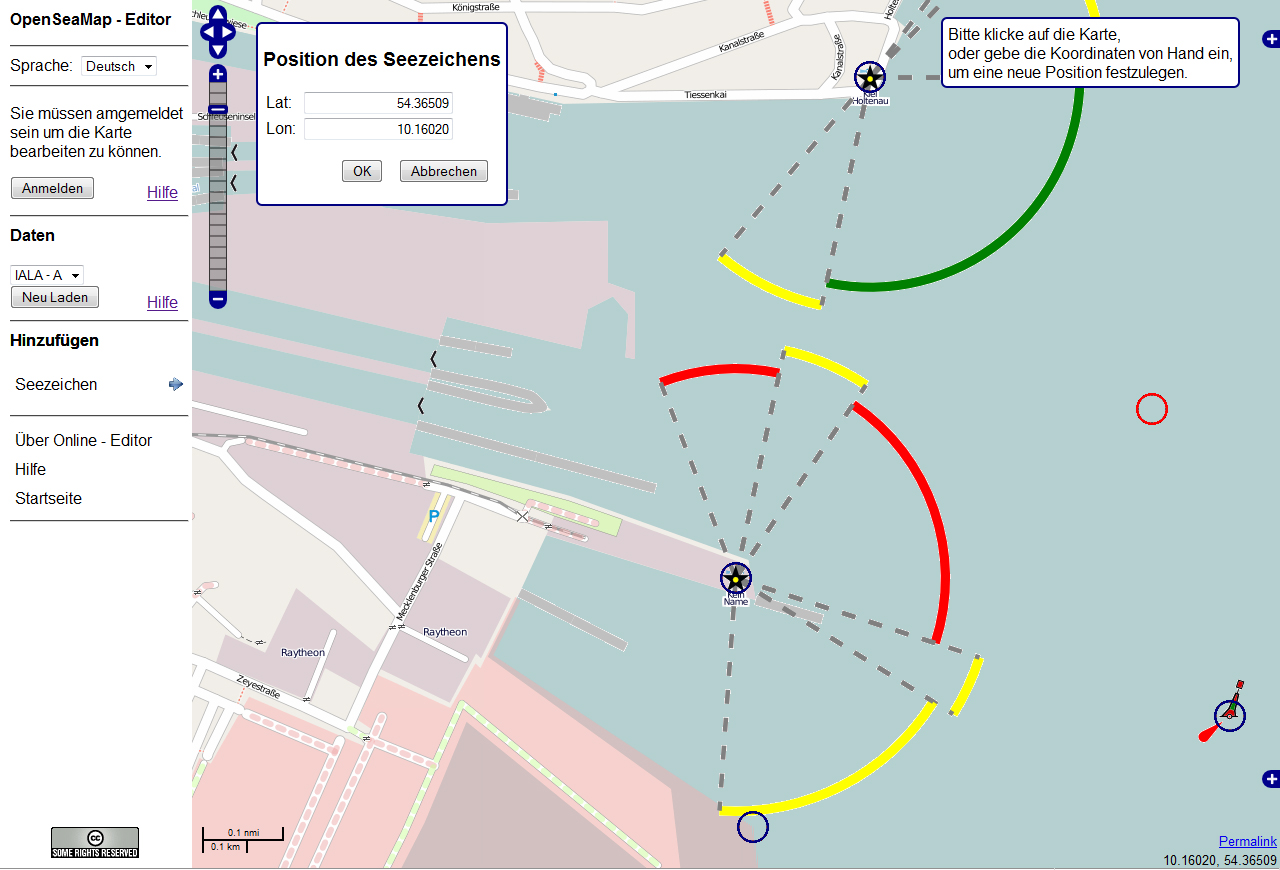
OpenSeaMap — частина OpenStreetMap